# 亨克·羅傑斯
亨克·羅傑斯（荷蘭語：Henk Rogers，1953年12月24日—）是一名印尼裔荷蘭電子遊戲設計師和企業家。日本電子遊戲開發商“防彈軟體”（後來改名為藍色星球軟體）的創辦人，他因製作日本第一個大型回合製角色扮演電子遊戲《黑瑪瑙》而知名。他也是與《俄羅斯方塊》創造者阿列克谢·帕基特诺夫於1996年成立的俄羅斯方塊公司共同創辦人，該公司負責俄羅斯方塊商標的授權。他與任天堂合作期間在解決許可糾紛方面發揮作用，確保《俄羅斯方塊》在任天堂電子遊戲機上的發行權，使俄羅斯方塊進入Game Boy並大受歡迎。目前他仍擔任俄羅斯方塊公司的常務董事，並且自稱「Dr.Tetris」。

## 職業生涯
除了《俄羅斯方塊》和其他電子遊戲的努力，羅傑斯還創立或共同創立了幾個社區和可持續發展導向的組織和公司。
其中第一個是藍色星球基金會，一個專注於宣傳活動的501(c)(3)公共慈善機構，羅傑斯於2007年成立，以建立夏威夷乾淨能源的意識和促進行動。2015年，該基金會領導了使夏威夷成為全國第一個擁有100%可再生能源法律的州的運動。
在此之後，羅傑斯與他的女兒瑪雅·羅傑斯（Maya Rogers）和當地的天使投資者切諾亞·法恩斯沃思（Chenoa Farnsworth）一起建立Blue Startups，這是一個位於檀香山的種子加速器，旨在指導、投資和鼓勵年輕技術公司的創立，重點是那些為跨太平洋地區和/或幾個目標利益領域服務的公司。
2015年，羅傑斯隨後創立藍色星球能源公司，該公司是為家庭、企業和關鍵基礎設施供電的儲能技術（即電池）的領先供應商之一。藍色星球能源公司的鋰離子電池使用磷酸亞鐵鋰（LFP）化學，而不是鎳錳鈷（NMC）化學。羅傑斯認為LFP更環保，因為這種電池是不可燃的，而且不需要稀土元素。
羅傑斯也是太平洋國際空間探索系統中心（PISCES）的主席和國際月球基地聯盟的創始人，該聯盟開發了夏威夷空間探索模擬和仿真（HI-SEAS），這是一個位於茂納洛亞火山的1,200平方英尺的火星和月球模擬居住地。PISCES的核心任務是通過應用研究、勞動力發展和經濟發展舉措，在夏威夷發展和壯大航空航天工業。
2020年10月21日，藍色星球軟件併入俄羅斯方塊公司，實際上已經倒閉。

## 影視形象
羅傑斯在2023年電影中由威爾士演員泰隆·艾奇頓飾演。《洛杉磯時報》的賈斯汀·張批評說，由英國血統的威爾士演員艾奇頓來飾演部分印尼裔血統的羅傑斯是一種電影的洗白。張在他的評論中說，當艾奇頓「描述自己有部分印尼裔血統」時，在一個文化特性並不完全無關的故事中，要做到「懸而未決」是很困難的。

## 外部連結
- www.tetris.com （页面存档备份，存于）
- Interview with Planet GameCube （页面存档备份，存于）
- GameSpot news report on Blue Lava Wireless sale （页面存档备份，存于）
- Blue Mars （页面存档备份，存于）
- Blue Lava Technologies
- Blue Planet Foundation （页面存档备份，存于）
- Blue Startups （页面存档备份，存于）
- Blue Planet Energy （页面存档备份，存于）